# Огірчук Анатолій Степанович
Анатолій Степанович Огірчук (нар. 16 квітня 1947, Баку, Азербайджанська РСР — пом. 21 серпня 2005, Томськ, Росія) — радянський футболіст, нападник та півзахисник. Майстер спорту СРСР. Тренер, суддя.

## Життєпис
Вихованець бакинського футболу. У чемпіонаті СРСР грав за клуби «Нафтовик» Баку (1965-1966 — 7 матчів) і «Шахтар» Донецьк (1967-1969 — 22 матчі, 2 голи). Півфіналіст Кубку СРСР 1967/68. Грав за клуби нижчих ліг «Азовець» Жданов (1970), СКА Київ (1970-1971), «Кривбас» Кривий Ріг (1972), «Торпедо» Томськ (1974-1976).
Тренер у томської команді в 1978-1982 роках. Працював футбольним суддею. З 1993 року до смерті — тренер у ДЮСШ № 17 Томська.
Помер у серпні 2005 року в віці 58 років.
Проводиться відкритий Кубок Томська з футболу пам'яті Анатолія Огірчука.
Два сини займалися футболом на аматорському рівні; Анатолій (нар. 1978) у 1995 році зіграв два матчі за «Томь» у другій лізі і Кубку Росії.